# Comité Olímpico Australiano
El Comité Olímpico Australiano (COA; en inglés: Australian Olympic Committee, AOC) es la institución encargada de regir la participación de Australia en los juegos olímpicos y las distintas competiciones dentro y fuera del continente oceánico. Es miembro de los Comités Olímpicos Nacionales de Oceanía.
El Comité fue fundado en 1895. La primera participación de Australia en los Juegos Olímpicos fue en el año 1896 (Juegos Olímpicos de Atenas 1896).

## Organización
El Comité está compuesto por 35 miembros de varias federaciones deportistas nacionales, quienes representan los deportes del programa olímpico así para los Juegos de verano como los de invierno. Está representado en cada estado de Australia a través de los Consejos Olímpicos Estatales.
El COA es responsable de elegir los atletas quienes representarían al país en los JJ. OO. después de previa propuesta de cada federación deportista del país.

## Historia
En 1895 fue creado el Comité Olímpico Australiano.
En 1896 Australia participó en los Juegos de la I Olimpiada.
En 1914 se estableció la Federación Olímpica de Australia y Nueva Zelanda (FOANZ).
En 1920 Nueva Zelanda abandona la FOANZ. Se establece el Consejo Olímpico Australiano con James Taylor como su primer presidente.
En 1923 el Consejo cambia su nombre por la Federación Olímpica Australiana.
En 1990 la Federación cambia su nombre por el actual, Comité Olímpico Australiano.
Australia fue anfitrión de los Juegos Olímpicos dos veces:
- Juegos Olímpicos de Melbourne 1956,
- Juegos Olímpicos de Sídney 2000.[1]

## Administración

### Presidentes
- James Taylor (1920 – 1944),
- Sir Harold Alderson (1944 – 1973),
- Sir Edgar Tanner (1973 – 1977),
- Sydney Grange (1977 – 1985),
- Kevan Gosper (1985 – 1990),
- John Coates (1990 – actualidad).[1][2]

### Secretarios de honor
- George Shand (1920),
- Oswald G. H. Merrett (1921 - 1924),
- James S. W. Eve (1924 – 1947),
- Sir Edgar Tanner(1947 – 1973),
- Julius L. Patching (1973 – 1985),
- Phillip Coles (1985 – 1993),
- Perry Crosswhite (1993 – 1995),
- Craig McLatchey (1995 – 2001),
- Robert Elphinston (2001 – 2004),
- Craig Phillips (2005 - 2014),
- Fiona de Jong (2014 – actualidad).[2]

### Miembros del Comité Olímpico Internacional
- Leonard A. Cuff (1894 – 1905) (de Nueva Zelanda, representante de Australasia),
- Richard Coombes (1905 – 1932),
- James Taylor (1924 – 1944),
- Sir Harold Luxton (1933 – 1951),
- Hugh R. Weir (1946 – 1975),
- Lewis Luxton (1951 – 1974),
- David H. Mckenzie (1974 – 1981),
- Kevan Gosper (1977 – 2013),
- Phillip W. Coles (1982 – 2011),
- Susan O'Neill (2000 – 2005),
- John D. Coates (2001 - actualidad),
- James Tomkins (2013 – actualidad).[1][2]